# 국제이주기구
국제이주기구(國際移住機構, 영어: International Organization for Migration, IOM, 프랑스어: Organisation internationale pour les migrations, 스페인어: Organización Internacional para las Migraciones)는 정부, 그리고 국내실향민, 난민, 이주 노동자들을 포함한 이주자들의 인구이동에 대해 논의하고 이에 관한 편의를 제공하는 정부간 조직이다. 2016년 9월에는 유엔 관련 기구가 되었다. 국제이주기구는 제2차 세계 대전에 의해 강제로 실향민이 된 사람들의 재정착을 돕기 위해 1951년 당시 유럽 이주 정부간 위원회 (ICEM)으로 출범하였다. 2016년 6월 기준, 국제이주기구는 166개국의 회원국과 8개국의 옵저버 국가들을 보유하고 있다.
국제이주기구는 이주에 중점을 둔 정부간 위원회. IOM의 주 임무는 정부와 이주자들에게 필요한 조언과 서비스를 제공함으로써 인간적이고 질서에 따른 이주를 돕기 위한 것에 있다.
IOM은 질서있고 인간적인 이주 관리를 보장, 이주 문제에 대한 국제 협력을 장려, 이주 문제에 대한 실용적인 해결책을 모색하기 위한 지원과 이주민이 필요로 하는 인도주의 지원 제공 등의 업무를 하고 있다.
IOM 헌법은 이주와 경제, 사회 그리고 문화의 발전과의 연결관계에 대한 분명한 인정을 촉구하며, 인간의 이주의 자유와 권리를 명시하고 있다.
IOM은 네 가지 주요 분야에서 이주를 관리하고 있다: 이주와 발전, 이주 시설, 이주 제한, 강제 이주 조사. 이외에도 국제 이민법, 정책 토론과 안내, 이주자들의 권리 보호, 이주자들의 건강과 성 차별 문제 해결 등의 노력을 하고 있다.
또한, IOM은 종종 모국에서 떠나온 피난민들의 선거를 도운 바 있다. 사례로는 2004년 아프가니스탄 대선과 2005년 이라크 대선 등이 있다.
IOM은 정부, 정부간 협의 그리고 비정부 기구 등의 협력자를 두고 있다.

## 같이 보기
- IOM이민정책연구원
- 삼성경제연구소(SERI)